# André Riviere
Jean Pierre André de la Riviere, conocido como André Riviere (¿1933?, Marruecos francés – 15 de junio de 1965, Santo Domingo)  fue un militar francés que abrazó la causa de la lucha dominicana por el retorno a la constitucionalidad en 1965.

## Biografía
André nació en el protectorado francés de Marruecos, en el seno de una familia de antigua tradición militar dentro de la marina de guerra francesa. Por diferencias familiares se inscribió en la Legión Extranjera y, como teniente de la Legión, participó en la campañas de Indochina, llegando a combatir en 1954 en la Batalla de Dien Bien Phu, en Vietnam.  
Después de esas campañas fue enviado a Argelia.  Más tarde, durante la revolución argelina, formó parte de la OAS, una organización paramilitar que buscaba el mantenimiento del dominio francés en Argelia.
Después del cese de actividades de OAS en 1962 y ya en el Caribe,  se incorporó en Haití a un movimiento que pretendía el derrocamiento del dictador haitiano François Duvalier. Este movimiento fracasó, lo que motivó su traslado a Santo Domingo.
En 1965, se unió a los comandos revolucionarios que buscaban el retorno al poder del derrocado presidente Bosch y la vuelta a la constitución del 1963. Durante la contienda,  su figura alcanzó una gran popularidad,  siendo personaje de confianza del jefe del comando de los "hombres rana" Manuel Ramón Montes Arache, a la sazón, secretario de las Fuerzas Armadas del Gobierno Constitucionalista. El periodista norteamericano Tad Szulc  reveló que, en un documento del Departamento de Estado, se presentaba a Riviere como  “un soldado de fortuna francés experto en guerrilla, vinculado a los comunistas...” 
Riviere cayó mortalmente herido en la garganta por francotiradores norteamericanos el 15 de junio de 1965, en el sector “Santa Bárbara” de la zona constitucionalista y su cuerpo fue enterrado en el cementerio de la avenida Independencia de la ciudad de Santo Domingo.  Hoy, una calle de esa ciudad lleva su nombre.